# أليسون دالي بوروز
أليسون دالي بوروز (بالإنجليزية: Allison Dale Burroughs) هي محامية وقاضية أمريكية، ولدت في 25 أبريل 1961 في بوسطن في الولايات المتحدة.